# Triptamină
Triptamina este un compus organic indolaminic, fiind metabolitul aminoacidului esențial denumit triptofan. Compusul conține un nucleu indolic și un rest 2-aminoetil în poziția 3 de pe nucleul pirolic. Structura de bază a triptaminei se regăsește în structura anumitor compuși neuromodulatori, inclusiv în melatonină, serotonină, bufotenină și în anumiți derivați cu acțiune psihedelică, precum dimetiltriptamină (DMT), psilocibină și psilocină.
Triptamina activează anumiți receptori de la nivelul sistemului nervos al mamiferelor, fiind implicată și în reglarea activității căilor dopaminergice, serotoninergice și glutamatergice. La nivelul tractului gastro-intestinal, anumite bacterii convertesc triptofanul la triptamină, ceea ce duce la activarea receptorilor serotoninergici 5-HT4 și reglarea motilității.
Au fost dezvoltate multe medicamente cu structură derivată de triptamină, pentru tratamentul migrenelor (denumiți triptani).

## Obținere
Triptamina poate fi obținută prin intermediul sintezei Abramovici-Shapiro, plecând de la un derivat de tetrahidro-beta-carbolină: